# Flagi gmin w województwie lubuskim
Flagi gmin w województwie lubuskim – lista symboli gminnych w postaci flagi, obowiązujących w województwie lubuskim.

Flaga województwa lubuskiego

Zgodnie z definicją, flaga to płat tkaniny określonego kształtu, barwy i znaczenia, przymocowywany do drzewca lub masztu. Może on również zawierać herb lub godło danej jednostki administracyjnej. W Polsce jednostki terytorialne (rady gmin, miast i powiatów) mogą ustanawiać flagi zgodnie z „Ustawą z dnia 21 grudnia 1978 o odznakach i mundurach”.  W pierwotnej wersji pozwalała ona jednostkom terytorialnym jedynie na ustanawianie herbów. Mimo to wiele miast i gmin podejmowało uchwały i używało flagi jako swojego symbolu (w województwie lubuskim było to kilka gmin). Dopiero „Ustawa z dnia 29 grudnia 1998 o zmianie niektórych ustaw w związku z wdrożeniem reformy ustrojowej państwa” oficjalnie potwierdziła prawo województw, powiatów i gmin do ustanawiania tego symbolu jednostki terytorialnej.
W 2025 w województwie lubuskim swoją flagę miało 57 z 82 gmin, do 2014 (czyli do momentu połączenia z Zieloną Górą) miała ją także gmina Zielona Góra. Symbol ten, w 2000, ustanowiło samo województwo.

## Lista obowiązujących flag gminnych

### Miasto Gorzów Wielkopolski
| Wzór | Opis |
| ---- | --- |
|      | Flaga miasta została ustanowiona 6 maja 1901, ponownie 29 grudnia 1994. Jest to prostokątny płat tkaniny o proporcjach 6:11, podzielony na trzy równe poziome pasy: zielony, biały i czerwony. W jego centralnej części może znajdować się herb miasta. |

### Powiat gorzowski
| Gmina                    | Wzór | Opis |
| ------------------------ | ---- | --- |
| Gmina Bogdaniec          |      | Flaga gminy została ustanowiona 8 lipca 1996. Jest to prostokątny płat tkaniny o proporcjach 6:11, podzielony na trzy równe poziome pasy: zielony, złoty i niebieski. W jego centralnej części może znajdować się herb gminy. |
| Gmina Deszczno           |      | Pierwsza wersja flagi gminy została ustanowiona uchwałą nr VI/61/99 z 29 czerwca 1999, obecna została ustanowiona uchwałą nr V/47/2007 z 28 marca 2007. Jest to prostokątny płat tkaniny, podzielony na trzy równe poziome pasy: błękitny, zielony i czerwony. W jego centralnej części może znajdować się herb gminy.                                                                     |
| Miasto Kostrzyn nad Odrą |      | Flaga miasta została ustanowiona 13 czerwca 1996. Jest to prostokątny płat tkaniny o proporcjach 10:21, podzielony na trzy równe poziome pasy: niebieski, biały i czerwony. |
| Gmina Kłodawa            |      | Obecna wersja flagi gminy została ustanowiona 26 września 2018. Jest to prostokątny płat tkaniny o proporcjach 5:8 koloru białego, w którego centralnej części umieszczono herb gminy. |
| Gmina Santok             |      | Pierwsza wersja flagi gminy została ustanowiona 12 kwietnia 1996, obecna, autorstwa Kamila Wójcikowskiego i Roberta Fidury, została ustanowiona uchwałą nr LXIX/596/2023 z 20 grudnia 2023. Jest to prostokątny płat tkaniny o proporcjach 5:8, podzielony na trzy poziome pasy: dwa czerwone i biały w stosunku 13:1:1. W centralnej części górnego pasa umieszczono godło z herbu gminy. |
| Miasto i gmina Witnica   |      | Flaga gminy została ustanowiona 20 września 1996. Jest to prostokątny płat tkaniny, podzielony na trzy równe poziome pasy: zielony, żółty i czerwony. |

### Powiat krośnieński
| Gmina                            | Wzór | Opis |
| -------------------------------- | ---- | --- |
| Gmina Bobrowice                  |      | Flaga gminy to prostokątny płat tkaniny, podzielony na trzy równe poziome pasy: czerwony, żółty i zielony. |
| Gmina Bytnica                    |      | Flaga gminy to prostokątny płat tkaniny, podzielony na dwa równe poziome pasy: biały i żółty, z zielonym klinem z lewej strony płata. |
| Miasto Gubin                     |      | Flaga miasta została ustanowiona wraz ze zgodą Urzędu Wojewódzkiego w Zielonej Górze (pismo nr KL-IV-071/78 z 19 lipca 1978). Jest to prostokątny płat tkaniny o proporcjach 5:8, podzielony na trzy równe poziome pasy: biały, żółty i czerwony.               |
| Gmina Gubin                      |      | Flaga gminy została ustanowiona uchwałą nr XVII/79/2008 z 28 sierpnia 2009. Jest to prostokątny płat tkaniny o proporcjach 5:8, podzielony na trzy poziome pasy: dwa błękitne i żółty w stosunku 1:3:1. W jego centralnej części może znajdować się herb gminy. |
| Miasto i gmina Krosno Odrzańskie |      | Flaga gminy została ustanowiona uchwałą nr XIX/107/2004 z 31 sierpnia 2004. Jest to prostokątny płat tkaniny o proporcjach 5:8, podzielony na trzy poziome pasy: niebieski, biały i zielony w stosunku 1:2:1.                                                   |

### Powiat międzyrzecki
| Gmina                      | Wzór | Opis |
| -------------------------- | ---- | --- |
| Gmina Bledzew              |      | Flaga gminy została ustanowiona 14 maja 1996. Jest to prostokątny płat tkaniny o proporcjach 5:8, podzielony na trzy równe poziome pasy: biały, żółty i czerwony. |
| Miasto i gmina Międzyrzecz |      | Flaga gminy to prostokątny płat tkaniny o proporcjach 5:8, podzielony na trzy poziome pasy: dwa niebieskie i biały w stosunku 1:2:1. W jego centralnej części może znajdować się herb gminy. |
| Gmina Pszczew              |      | Obecna wersja flagi gminy została ustanowiona uchwałą nr X.61.2019 z 16 maja 2019. Jest to prostokątny płat tkaniny o proporcjach 5:8, podzielony z prawa w skos na dwie części: lewą górną żółtą, z herbem gminy i prawą dolną czerwoną. Poprzednio był to prostokątny płat tkaniny o proporcjach 6:11 koloru białego, w którego centralnej części umieszczono herb gminy. |
| Miasto i gmina Skwierzyna  |      | Flaga gminy została ustanowiona przed 1995. Jest to prostokątny płat tkaniny o proporcjach 5:8, podzielony na trzy równe poziome pasy: złoty, niebieski i srebrny. |

### Powiat nowosolski
| Gmina                          | Wzór | Opis |
| ------------------------------ | ---- | --- |
| Miasto i gmina Bytom Odrzański |      | Flaga gminy została ustanowiona uchwałą nr XVIII/143/2000 z 28 grudnia 2000. Jest to prostokątny płat tkaniny o proporcjach 5:8, podzielony na cztery poziome pasy: żółty, czarny, biały i błękitny w stosunku 2:1:1:2. W jego centralnej części umieszczono herb gminy.           |
| Miasto i gmina Kożuchów        |      | Flaga gminy została ustanowiona uchwałą nr IV/14/90 z 30 lipca 1990. Jest to prostokątny płat tkaniny o proporcjach 5:8, podzielony na trzy poziome pasy: dwa niebieskie i biały.                                                                                                  |
| Miasto Nowa Sól                |      | Flaga miasta została ustanowiona uchwałą nr XLIX/316/2002 z 23 sierpnia 2002. Jest to prostokątny płat tkaniny o proporcjach 9:13,5, podzielony na dwie części w stosunku 2:1: lewą białą, z herbem miasta oraz prawą, podzieloną na dwa równe poziome pasy: złoty i niebieski.    |
| Gmina Nowa Sól                 |      | Flaga gminy to prostokątny płat tkaniny, podzielony w szachownicę na żółte i zielone prostokąty (kanton jest żółty). W jego centralnej części umieszczono herb gminy. |
| Miasto i gmina Otyń            |      | Flaga gminy została ustanowiona uchwałą nr XLVII.121.2017 z 14 grudnia 2017. Jest to prostokątny płat tkaniny o proporcjach 5:8, podzielony na trzy trójkąty: dwa prostokątne (zielony i czerwony), a pomiędzy nimi biały. W jego centralnej części może znajdować się herb gminy. |
| Gmina Siedlisko                |      | Flaga gminy została ustanowiona 12 marca 1998. Jest to prostokątny płat tkaniny, podzielony na trzy równe poziome pasy: czerwony, biały i błękitny, z zielonym klinem z lewej strony płata.                                                                                        |

### Powiat słubicki
| Gmina                        | Wzór | Opis |
| ---------------------------- | ---- | --- |
| Miasto i gmina Cybinka       |      | Pierwsza wersja flagi gminy została ustanowiona w 1991, obecna została ustanowiona uchwałą nr XXVII/169/12 z 28 grudnia 2012. Jest to prostokątny płat tkaniny, podzielony na pięć pionowych pasów: trzy białe i dwa zielone w stosunku 1:1:4:1:1. W jego centralnej części umieszczono herb gminy.                        |
| Gmina Górzyca                |      | Flaga gminy została ustanowiona uchwałą nr XXVII/301/2002 z 9 października 2002. Jest to prostokątny płat tkaniny o proporcjach 5:8, podzielony na trzy równe poziome pasy: dwa żółte i czerwony. W jego centralnej części może znajdować się herb gminy.                                                                  |
| Miasto i gmina Ośno Lubuskie |      | Pierwsza wersja flagi gminy została ustanowiona 19 listopada 1996, obecna została ustanowiona uchwałą nr IV/27/2019 z 14 marca 2019. Jest to prostokątny płat tkaniny o proporcjach 5:8, podzielony na trzy poziome pasy: dwa czerwone i biały w stosunku 1:5:1. W jego centralnej części umieszczono godło z herbu gminy. |
| Miasto i gmina Rzepin        |      | Flaga gminy została ustanowiona uchwałą nr XIX/31/2008 z 13 czerwca 2008. Jest to prostokątny płat tkaniny o proporcjach 5:8, podzielony na dwa poziome pasy: czerwony i niebieski w stosunku 3:1. W centralnej części górnego pasa umieszczono herb gminy.                                                                |
| Miasto i gmina Słubice       |      | Flaga gminy to prostokątny płat tkaniny o proporcjach 5:8, podzielony na trzy poziome pasy: dwa czerwone i biały w stosunku 1:8:1. W jego centralnej części umieszczono herb gminy. |

### Powiat strzelecko-drezdenecki
| Gmina                              | Wzór | Opis |
| ---------------------------------- | ---- | --- |
| Miasto i gmina Drezdenko           |      | Flaga gminy została ustanowiona 30 maja 1995, ponownie uchwałą nr XXX/183/96 z 30 grudnia 1996. Jest to prostokątny płat tkaniny o proporcjach 3:5, podzielony z prawa w skos na dwie części: lewą górną czerwoną, z herbem gminy i prawą dolną białą.    |
| Miasto i gmina Strzelce Krajeńskie |      | Flaga gminy to prostokątny płat tkaniny, podzielony na pięć pionowych pasów: trzy czerwone i dwa białe (najszerszy jest środkowy czerwony). W jego centralnej części umieszczono godło z herbu gminy.                                                     |
| Gmina Zwierzyn                     |      | Flaga gminy została ustanowiona uchwałą nr XLI/219/2014 z 26 lutego 2014. Jest to prostokątny płat tkaniny o proporcjach 5:8, podzielony na trzy równe pionowe pasy: czerwony, srebrny i złoty. W jego centralnej części umieszczono godło z herbu gminy. |

### Powiat sulęciński
| Gmina                     | Wzór | Opis |
| ------------------------- | ---- | --- |
| Gmina Krzeszyce           |      | Flaga gminy to prostokątny płat tkaniny, podzielony na cztery równe poziome pasy: zielony, żółty, biały i czerwony. |
| Miasto i gmina Lubniewice |      | Flaga gminy została ustanowiona uchwałą nr XXXIII/243/2013 z 16 sierpnia 2013. Jest to prostokątny płat tkaniny o proporcjach 5:8, podzielony na trzy równe pionowe pasy: dwa błękitne i biały. W jego centralnej części umieszczono godło z herbu gminy. |
| Miasto i gmina Sulęcin    |      | Flaga gminy to prostokątny płat tkaniny o proporcjach 10:16 koloru białego, w którego centralnej części umieszczono herb gminy. |
| Miasto i gmina Torzym     |      | Flaga gminy to prostokątny płat tkaniny, podzielony na dwa równe poziome pasy: niebieski i zielony. W prawym górnym rogu umieszczono trzy gwiazdy, pochodzące z herbu gminy.                                                                              |

### Powiat świebodziński
| Gmina                     | Wzór | Opis |
| ------------------------- | ---- | --- |
| Gmina Łagów               |      | Flaga gminy to prostokątny płat tkaniny koloru białego, w którego centralnej części umieszczono herb gminy. |
| Gmina Szczaniec           |      | Flaga gminy to prostokątny płat tkaniny o proporcjach 5:8, podzielony na trzy pionowe pasy: dwa czerwone i żółty w stosunku 3:2,5:3. W jego centralnej części może znajdować się herb gminy.                                 |
| Miasto i gmina Świebodzin |      | Flaga gminy została ustanowiona 22 grudnia 1993. Jest to prostokątny płat tkaniny o proporcjach 5:8, podzielony na trzy równe pionowe pasy: czerwony, biały i żółty. W jego centralnej części może znajdować się herb gminy. |
| Miasto i gmina Zbąszynek  |      | Flaga gminy to prostokątny płat tkaniny o proporcjach 5:8 koloru zielonego, w którego centralnej części umieszczono herb gminy.                                                                                              |

### Powiat wschowski
| Gmina                  | Wzór | Opis |
| ---------------------- | ---- | --- |
| Miasto i gmina Sława   |      | Flaga gminy została ustanowiona uchwałą nr XXI/148/12 z 4 maja 2012. Jest to prostokątny płat tkaniny o proporcjach 5:8, podzielony na trzy równe pionowe pasy: żółty, biały i czerwony. W jego centralnej części może znajdować się herb gminy. |
| Miasto i gmina Wschowa |      | Flaga gminy to prostokątny płat tkaniny o proporcjach 5:8, podzielony na dwa równe poziome pasy: biały i niebieski. W prawym górnym rogu umieszczono herb gminy.                                                                                 |

### Miasto Zielona Góra
| Wzór | Opis |
| ---- | --- |
|      | Flaga miasta została ustanowiona 16 września 1965. Jest to prostokątny płat tkaniny o proporcjach 5:8, podzielony na dwie części w stosunku 1:2 – lewą, żółtą i prawą, podzieloną na dwa równe poziome pasy: biały i zielony. |

### Powiat zielonogórski
| Gmina                     | Wzór | Opis |
| ------------------------- | ---- | --- |
| Miasto i gmina Babimost   |      | Flaga gminy została ustanowiona 28 stycznia 1997. Jest to prostokątny płat tkaniny o proporcjach 5:8, podzielony na trzy pionowe pasy: dwa żółte i czerwony w stosunku 1:2:1. W jego centralnej części umieszczono godło z herbu gminy. |
| Miasto i gmina Czerwieńsk |      | Flaga gminy, autorstwa Jacka Gębickiego, została ustanowiona uchwałą nr XIX/208/13 z 27 lutego 2013. Jest to prostokątny płat tkaniny o proporcjach 5:8, podzielony na pięć skośnych pasów: trzy czerwone i dwa białe.                  |
| Miasto i gmina Kargowa    |      | Flaga gminy została ustanowiona w marcu 1998. Jest to prostokątny płat tkaniny o proporcjach 5:8 koloru błękitnego, z którego lewej strony umieszczono herb gminy.                                                                      |
| Miasto i gmina Sulechów   |      | Flaga miasta została ustanowiona 26 lutego 1993. Jest to prostokątny płat tkaniny o proporcjach 2:3, podzielony na dwie części w stosunku 1:2 – lewą, zieloną i prawą, podzieloną na dwa równe poziome pasy: biały i czerwony.          |

### Powiat żagański
| Gmina                    | Wzór | Opis |
| ------------------------ | ---- | --- |
| Gmina Brzeźnica          |      | Flaga gminy, autorstwa Mieczysława Kołeczka, została ustanowiona uchwałą nr VI/25/07 z 27 kwietnia 2007. Jest to prostokątny płat tkaniny o proporcjach 5:8 koloru czerwonego, z którego lewej strony płata umieszczono godło z herbu gminy. |
| Miasto i gmina Szprotawa |      | Flaga gminy została ustanowiona 28 kwietnia 1998. Jest to prostokątny płat tkaniny, podzielony na trzy równe pionowe pasy: żółty, czerwony i niebieski. W lewym górnym rogu płata umieszczono herb gminy. Wizerunek flagi ustanowiono dla banneru (flagi pionowej). Wieszając flagę tradycyjnie (poziomo) pas żółty znajduje się na górze, a herb w kantonie zachowuje swą pozycję i orientację – nie jest obrócony – widz ogląda herb leżący na boku. |
| Gmina Wymiarki           |      | Flaga gminy została ustanowiona uchwałą nr XVIII/136/2001 z 26 kwietnia 2001. Jest to prostokątny płat tkaniny o proporcjach 5:8, podzielony na dwa równe poziome pasy: żółty i czerwony. W jego centralnej części może znajdować się herb gminy. |
| Miasto Żagań             |      | Flaga gminy została ustanowiona 10 grudnia 1992. Jest to prostokątny płat tkaniny o proporcjach 2:3, podzielony na trzy równe poziome pasy: dwa czerwone i żółty (barwy księstwa żagańskiego). |
| Gmina Żagań              |      | Flaga gminy to prostokątny płat tkaniny, podzielony na cztery poziome pasy: czerwony, biały, żółty i zielony w stosunku 2:1:1:2. |

### Powiat żarski
| Gmina                  | Wzór | Opis |
| ---------------------- | ---- | --- |
| Miasto i gmina Jasień  |      | Obecna wersja flagi gminy została ustanowiona uchwałą nr XXXIX/340/14 z 18 września 2014. Jest to prostokątny płat tkaniny o proporcjach 2:3, podzielony na trzy poziome pasy: dwa czerwone i żółty w stosunku 1:2:1 W jego centralnej części może znajdować się herb gminy. |
| Gmina Lipinki Łużyckie |      | Flaga gminy została ustanowiona uchwałą nr XXI/106/96 z 30 lipca 1996. Jest to prostokątny płat tkaniny o proporcjach 5:8, podzielony na cztery równe poziome pasy: biały, czerwony, żółty i zielony.                                                                        |
| Miasto i gmina Lubsko  |      | Flaga gminy to prostokątny płat tkaniny o proporcjach 5:8, podzielony na trzy równe poziome pasy: biały, żółty i czerwony. Z lewej strony płata może znajdować się herb gminy.                                                                                               |
| Miasto Łęknica         |      | Flaga miasta została ustanowiona 18 marca 1992. Jest to prostokątny płat tkaniny o proporcjach 1:2, podzielony na dwa równe poziome pasy: zielony i brunatny. |
| Gmina Trzebiel         |      | Flaga gminy została ustanowiona uchwałą nr V/22/03 z 27 marca 2003. Jest to prostokątny płat tkaniny o proporcjach 5:8, podzielony na dwa równe poziome pasy: czerwony i żółty. W jego centralnej części może znajdować się herb gminy.                                      |
| Gmina Tuplice          |      | Flaga gminy to prostokątny płat tkaniny, podzielony na trzy równe poziome pasy: niebieski, czerwony i żółty. W jego centralnej części umieszczono herb gminy. |
| Miasto Żary            |      | Flaga miasta to prostokątny płat tkaniny o proporcjach 5:8, podzielony w szachownicę na cztery równe części: białą, żółtą, czerwoną i czarną. Na polach w wersji uroczystej flagi znajdują się symbole z herbu miasta.                                                       |

## Dawne gminy
| Gmina              | Wzór | Opis |
| ------------------ | ---- | --- |
| Gmina Zielona Góra |      | Flaga gminy została ustanowiona uchwałą nr XXXIII/259/09 z 26 sierpnia 2009, zniesiona 31 grudnia 2014, wraz z połączeniem gminy z miastem Zielona Góra. Był to prostokątny płat tkaniny o proporcjach 5:8, z zielonym trójkątem w środku i dwoma złotymi/żółtymi trójkątami prostokątnymi po jego obu stronach. W jego centralnej części mogło znajdować się godło z herbu gminy. |